# 宏都拉斯副總統
宏都拉斯副總統（西班牙語：Designados a la Presidencia de la República de Honduras）是宏都拉斯的副元首。根據現行憲法，副總統與總統搭擋競選，一起經全民投票選出。宏都拉斯副總統與總統的任期皆為4年且不得連任。
1957年－2006年間以及2010年至今宏都拉斯均同時有三位副總統，2005年宏都拉斯大選前國會修憲允許僅由一人擔任副總統，因此2006年－2009年曼努埃尔·塞拉亚任職總統期間則僅設有有一位副總統，但2008年最高法院裁定副總統應由三人擔任，僅由一人擔任的修憲案違憲。該年底副總統埃爾文·桑托斯辭職競選總統後，塞拉亞任命阿里斯提德斯·梅希亞為專員代行副總統職務，2009年塞拉亞遭政變推翻後，代總統罗伯托·米切莱蒂則沒有任命任何人代行副總統職務。